# Louis Mairet (écrivain)
Louis Mairet, né le 16 avril 1894 dans le 13e arrondissement de Paris et mort pour la France à l'est de Craonne dans le départements de l'Aisne le 16 avril 1917, est un homme de lettres français du XXe siècle. Son nom est inscrit au Panthéon dans la liste des 560 écrivains morts pour la France.

## Biographie
Louis Jean Émile Mairet, né le 16 avril 1894 au 42 avenue des Gobelins à Paris, est le fils de Charles Albert Mairet  (1865-) artiste-tapissier aux Gobelins et de Françoise Alphonsine Bédiot (1858-).
Il grandit dans l'enceinte de la Manufacture Nationale des Gobelins où son père travaille et où la famille est logée. Brillant élève, il est boursier de la ville de Paris et poursuit ses études au lycée Henri IV pour préparer le concours de l'École normale supérieure. À la fin juillet 1914, il y est déclaré admissible dans la section lettres, mais son classement ne lui permet pas d'être admis.
Lorsque la guerre éclate, il n'a que 20 ans et, n'ayant pas encore fait le service militaire, il est incorporé en septembre pour être formé au 74e régiment d'infanterie à Rouen,. Il espère que les cours spéciaux lui permettront d'être rapidement promu officier, mais il est déçu de n'en sortir que sergent, lorsqu'en février 1915, il part pour le front au sein du 39e régiment d'infanterie. C'est à partir de ce moment qu'il commence son Carnet de combattant.
Après quelques semaines passées dans les environs de Reims, il est affecté au 127e régiment d'infanterie. Il participe à l'offensive des Éparges, puis à l'offensive de Champagne, en septembre 1915.
En janvier 1916, il est désigné pour suivre des cours d'élève-aspirant à l'École spéciale militaire de Saint-Cyr. Quatre mois plus tard, il sort premier de sa formation et rejoint son régiment dans le secteur de Craonne,. En août 1916, son régiment prend part à la bataille de la Somme à proximité de Maurepas. Le 29 septembre, il est blessé par un éclat d'obus à la cuisse, survivant au milieu de 10 hommes gravement blessés ou tués à ses côtés. Il est évacué vers Amiens, puis Dinard.
En juillet 1916, il écrit dans son carnet : « Alors, je vous le demande, pourquoi se bat-on ? Pour sa femme, pour ses enfants ? Mais les célibataires, les veufs, les jeunes ? Pour la femme et les enfants des autres ? Peut-être, mais inconsciemment. De si généreux sentiments ne se rencontrent guère ; on ne fait pas, de gaieté de cœur, le sacrifice anonyme de sa vie. — Pour sa maison, ses champs, l'héritage paternel ? Mais les pauvres, mais les soldats de pays envahis ? Eh bien, non, le soldat de 1916 ne se bat ni pour l'Alsace, ni pour ruiner l'Allemagne, ni pour la patrie. Il se bat par honnêteté, par habitude et par force. Il se bat parce qu'il ne peut faire autrement. Il se bat ensuite parce que, après les premiers enthousiasmes, après le découragement du premier hiver, est venue, avec le second, la résignation. Ce qu'on espérait n'être qu'un état passager, ces souffrances, ces dangers, ces risques de mort, tout cela, avec le temps, est devenu une situation stable dans son instabilité même. On a changé sa maison contre un gourbi, sa famille contre des camarades de combat. On a taillé sa vie dans la misère, comme autrefois dans le bien-être. On a gradué ses sentiments au niveau des événements journaliers, et retrouvé son équilibre dans le déséquilibre. On n'imagine même plus que cela puisse changer. On ne se voit plus retournant chez soi. On l'espère toujours : on n'y compte plus » (p. 174-175).
En novembre, il repart pour le front et rejoint le 8e régiment d'infanterie en Champagne. Après de rudes combats face à l'offensive allemande de février 1917, il est promu sous-lieutenant, le 11 mars.
Son régiment se dirige alors vers l'Aisne, en vue de la bataille du Chemin des Dames prévue en avril. Le 16 avril 1917, jour anniversaire de ses 26 ans, Louis Mairet est tué d'une balle qui l'atteint à la tête,, lorsque son régiment s'attaque au bastion de Chevreux, à l'Est de Craonne,.
La citation qui accompagne sa distinction dans l'ordre de la légion d'honneur en précise les circonstances : « Officier d'une magnifique bravoure. Le 16 avril, a entraîné sa section à l'assaut avec le plus bel entrain et le plus crâne mépris du danger ; est tombé mortellement frappé au moment où il abordait les positions allemandes ».
Le 12 avril 1917, il avait écrit à ses proches : « On voudrait être durable, on n'est qu'éphémère. On aurait voulu laisser un nom, une œuvre, des enfants ; on partira peut-être sans avoir fait quelque chose de bien » et leur demande de confier ses notes de combattant à Charles-Henri Boudhors, son ancien professeur du lycée Henri IV, « pour être publiées dans la mesure du possible ».
Son Carnet d'un combattant (1915-1917), publié en 1919, sera classifié par Jean Norton Cru parmi les excellents témoignages (catégorie I) dans Témoins, son étude extensive des écrits sur la Grande guerre.

## Distinctions
- Chevalier de la Légion d'honneur, à titre posthume, décret du 10 juin 1920[17]
- Croix de guerre 1914–1918, étoile d'argent
- 1920 : Académie française - Prix Montyon pour Carnet d'un combattant[18]

## Hommages
- Le nom de Louis Mairet est inscrit au Panthéon dans la liste des 560 écrivains morts pour la France[19].
- Son nom figure sur les plaques commémoratives 1914-1918 du lycée Henri IV, de l'École Normale Supérieure et de la Sorbonne à Paris, sur le Monument aux Parisiens morts pendant la Première Guerre et le monument aux morts de Rye d'où vient sa mère.

## Œuvres principales
- Carnet d'un combattant (1915-1917), préface de Gustave Geffroy, introduction de Charles-Henri Boudhors, 1919